# DanTDM
Daniel Robert Middleton (8 de novembro de 1991), mais conhecido como DanTDM (anteriormente TheDiamondMinecart), é um YouTuber, celebridade da internet, ator e escritor britânico. É conhecido popularmente pelos seus vídeos let's play, com destaque para Minecraft, Roblox e Pokémon. Seu canal no YouTube, criado em 2012, acumulou mais de 29 milhões de inscritos e 19 mil milhões de visualizações em 2024, o que faz dele um dos criadores de conteúdos mais populares da plataforma.
Em 2017, Daniel liderou a lista da Forbes das celebridades do YouTube mais bem pagas, ganhando 12,2 milhões de libras (cerca de 93,6 milhões de reais) em um ano.

## Vida pessoal
Nascido em 8 de novembro de 1991 em Aldershot, na Inglaterra, os seus pais divorciaram-se quando era criança.
Frequentou a Universidade de Northampton, onde estudou produção musical. Antes da sua carreira como YouTuber e escritor, Daniel trabalhou na Tesco.
Em março de 2013, casou-se com sua esposa, Jemma, com o qual teve dois filhos. Ele se abriu com os espectadores sobre suas lutas com a saúde mental depois de sofrer uma depressão severa devido aos confinamentos da COVID-19.

## Carreira

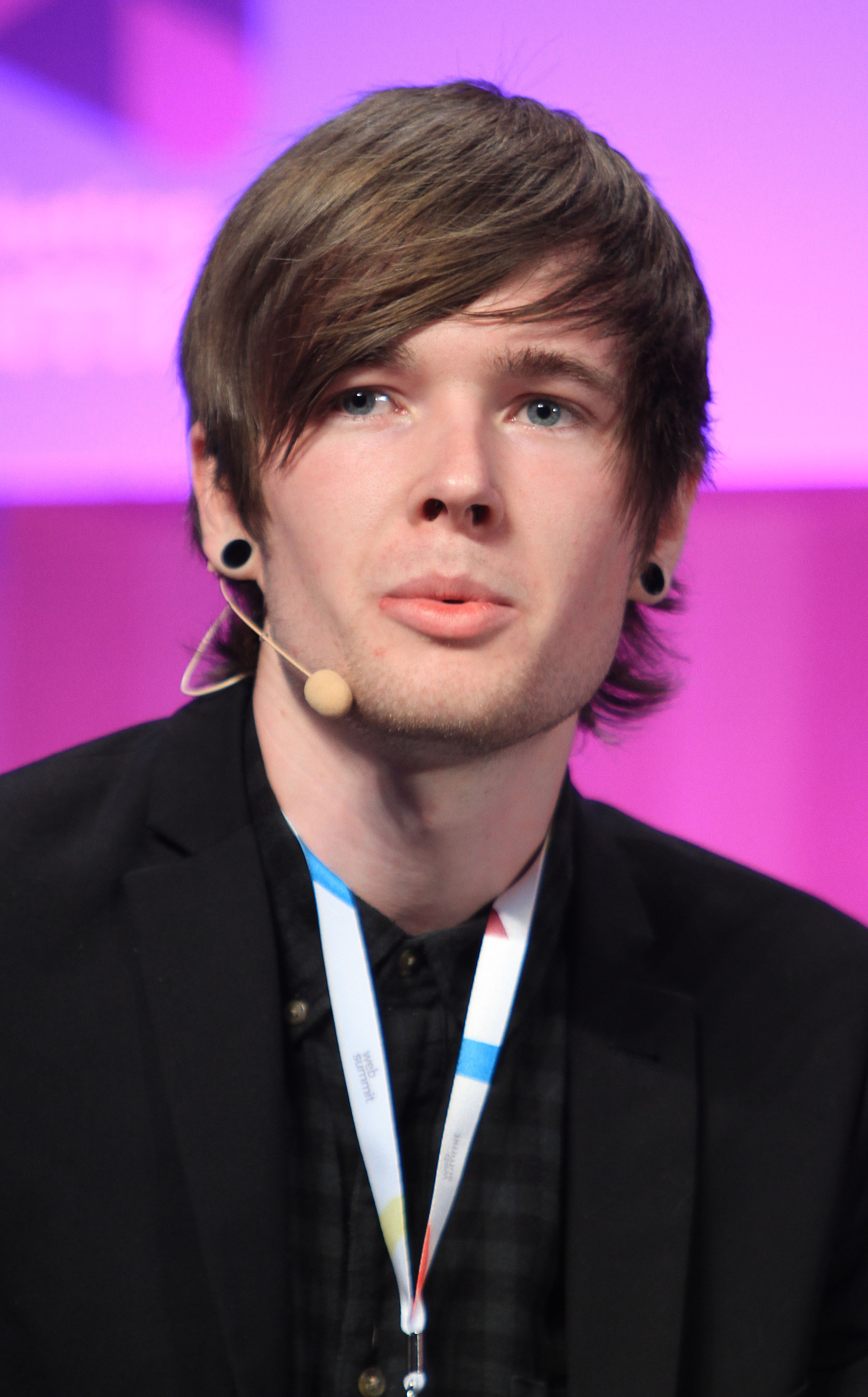
Daniel na Web Summit em 2014

Em 2012, Daniel criou pela primeira vez no YouTube, seu canal de jogos, TheDiamondMinecart. Mais tarde, ele decidiu alterar o nome de seu canal para DanTDM. Atualmente, ele produz seus vídeos em Wellingborough.
À medida que a sua base de fãs original que impulsionou a sua carreira foi crescendo, o youtuber começou a reduzir seu calendário de produção de vídeos e concentrou-se mais na criação de romances gráficos, na organização de espectáculos ao vivo e em merchandising. Lançou um livro intitulado Trayaurus and the Enchanted Crystal em 6 de outubro de 2016, e em 2017, embarcou numa turnê pelos Estados Unidos e Austrália.
Em 2017, Daniel participou numa websérie protagonizada por ele mesmo, intitulada DanTDM Creates a Big Scene, em colaboração com outras celebridades da internet. A série estreou a 7 de abril de 2017 como um exclusivo do YouTube Premium.
Em 2019, ficou em 41º lugar na lista dos 100 maiores influenciadores do Reino Unido, de acordo com o The Sunday Times, que também disse que o patrimônio líquido estimado do YouTuber era de aproximadamente £ 25 milhões.
Em 2024, Daniel manifestou-se contra o lançamento do Lunchly, um kit de marca de snacks fundado como uma joint venture entre os YouTubers KSI, Logan Paul e MrBeast.

## Filmografia

### Filme
| Ano                   | Título                       | Papel            | Notas        | Ref.   |
| --------------------- | ---------------------------- | ---------------- | ------------ | ------ |
| 2018                  | Ralph Breaks the Internet    | eBoy             | Papel de voz | [ 22 ] |
| 2 de novembro de 2019 | DanTDM Presents: The Contest | Ele mesmo        |              | [ 23 ] |
| 2021                  | Free Guy                     | Ele mesmo        | Participação | [ 24 ] |
| 2025                  | A Minecraft Movie            | Auction attendee | Participação | [ 25 ] |

### Televisão
| Ano       | Título                     | Papel     | Notas                                    | Ref.   |
| --------- | -------------------------- | --------- | ---------------------------------------- | ------ |
| 2016–2017 | Skylanders Academy         | Cy        | 2 episódios                              | [ 26 ] |
| 2017      | DanTDM Creates a Big Scene | Ele mesmo | 6 episódios                              | [ 27 ] |
| 2017      | YouTube Rewind             | Ele mesmo | 2017                                     |        |
| 2025      | Black Mirror               | Ele mesmo | Episódio: "USS Callister: Into Infinity" | [ 28 ] |

### Jogos eletrônicos
| Ano  | Título                | Papel     | Notas                           | Ref.   |
| ---- | --------------------- | --------- | ------------------------------- | ------ |
| 2016 | Minecraft: Story Mode | Ele mesmo | Episódio: "A Portal to Mystery" | [ 29 ] |

## Prêmios e indicações
- Guinness World Record por “Maior número de gols marcados em um jogo de Rocket League para uma equipe de 2” (compartilhado com Tom ‘Syndicate’ Cassell) e “Maior número de gols marcados em um jogo de Rocket League (equipe de três)”.[30]
- Guinness World Record para “Maior número de visualizações em um canal de vídeo dedicado ao Minecraft”.[31]
- Nickelodeon Kids' Choice Awards na categoria UK Favourite Tipster: 2015[32] e 2016.[33]
- Nickelodeon Kids' Choice Awards na categoria UK Favourite Gamer: 2020.